# Leopold Gutterer
Leopold Gutterer, né le 25 avril 1902 à Baden-Baden et mort le 27 décembre 1996 à Aix-la-Chapelle, est un fonctionnaire et homme politique national-socialiste. Pendant le Troisième Reich il occupe le poste de secrétaire d'État au ministère de l'Éducation du peuple et de la Propagande du Reich et, temporairement, celui de vice-président de la Chambre de la culture du Reich. Gutterer était considéré comme un proche confident du ministre de la propagande du Reich, Joseph Goebbels.

## Biographie
Au terme de ses études secondaires, Gutterer travaille comme éditeur à partir de 1922. Il reprend des études de langue et littérature allemandes, de  théâtre et d'ethnologie en 1923, mais n'obtient vraisemblablement pas de diplôme.
Il rejoint le NSDAP (numéro d'adhérent 6 275) en 1925. En 1927, il est à nouveau employé comme rédacteur et éditeur au journal nazi Frankfurter Beobachter, qu'il a lui-même cofondé à Francfort-sur-le-Main. Chef de district du NSDAP à Göttingen et Hanovre, il rejoint également  la SS (numéro 1 028) à Francfort-sur-le-Main en 1927. À partir de 1929, Gutterer travaille à plein temps pour le NSDAP. Il est brièvement directeur régional de la région de Hesse du NSDAP, avant de prendre le poste de directeur régional de la propagande dans la région sud de Hanovre-Braunschweig le 1er mai 1930. La même année, il rejoint également  la SA. Gutterer est fréquemment requis comme orateur du parti lors de manifestations du NSDAP sur l'ensemble du territoire du Reich. En raison de cet engagement politique, il est condamné à plusieurs reprises au début des années 1930 et doit purger plusieurs peines de prison.
Le 1er avril 1933, il devient de conseiller de gouvernement au ministère de l'Éducation du peuple et de la Propagande du Reich (RMVP) nouvellement fondé le 13 mars 1933. Il y est responsable, au sein du département II (Propagande), « des fêtes nationales et des manifestations de grande envergure ainsi que de l'organisation et de la supervision des 31 bureaux régionaux » du RMVP. Outre la mise en place des célébrations de Berlin le 1er mai et des congrès de Nuremberg du NSDAP, ses fonctions comprennent également la coordination de la Fête de la moisson du Reich annuelle qui se tient sur le Bückeberg de 1933 à 1937. Il est également responsable de la mise en œuvre des travaux de secours d'hiver au sein de la RMVP.
Le 1er janvier 1935, Gutterer est promu : après avoir d'abord été chef adjoint de département au sein de la RMVP, nommé conseiller ministériel le 20 avril 1937, il prend lui-même la direction du département II au printemps 1938. En août 1940, en tant que directeur, tous les départements du ministère, à l'exception des services de presse, sont placés sous son autorité. En mai 1941, Gutterer succède officiellement à Karl Hanke, tombé en disgrâce en raison de son rôle douteux dans la crise du mariage de Magda et Joseph Goebbels, et qui avait déjà obtenu un congé en tant que secrétaire d'État en août 1939. Gutterer occupe cette fonction jusqu'en 1944, date à laquelle il est remplacé par Werner Naumann. Gutterer, également impliqué dans le marché noir, est alors nommé président du conseil d'administration de Universum-Film AG (UFA) pour une courte période. Peu après, il est appelé à la Wehrmacht en tant que sous-officier. En dépit de son rang de SS-Brigadeführer, il combat ainsi en première ligne comme fantassin dans la phase finale de la guerre.
Pendant son mandat de secrétaire d'État de 1940 à 1944, Gutterer  introduit « l'obligation d'identification des Juifs » dans le Reich allemand. Après l'introduction de l'obligation de porter l'étoile jaune dans la Pologne occupée à partir de septembre 1939, ce marquage est également obligatoire dans le Reich allemand à partir de septembre 1941. En raison notamment de l'engagement de Gutterer à cet égard, il fut probablement invité en tant que représentant de la RMVP à la tristement célèbre conférence de Wannsee le 20 janvier 1942. Pour des raisons de calendrier, M. Gutterer n'a finalement pas pu y assister, mais par son refus, il a fait savoir qu'il était généralement très intéressé par le sujet et qu'il souhaitait être invité aux réunions suivantes.
Après la fin de la guerre, Gutterer a d'abord vécu dans le village de Motten (district de Bad Kissingen) comme ouvrier agricole jusqu'en octobre 1947, avant d'être retrouvé, emprisonné et condamné à cinq ans de détention par un procès de la dénazification. Lors d'une audience devant la chambre d'appel de Nuremberg le 14 décembre 1948, cette peine est cependant réduite en raison de sa position prétendument indulgente sur la « question juive » ; le verdict est désormais d'un an de camp de travail, de retrait de la pension à vie, de la remise de 80 % de ses biens personnels et de huit ans d'interdiction de travailler. Au milieu des années 60, Gutterer a ensuite travaillé comme directeur au Théâtre d'Aix-la-Chapelle.
En 1985, Gutterer est l'un des rares témoins contemporains ayant un passé national-socialiste à avoir été mis à la disposition de l'historien américain Nathan Stoltzfus pour ses recherches sur la manifestation de la Rosenstrasse.